# (8406) Iwaokusano
(8406) Iwaokusano (1995 HJ) – planetoida z pasa głównego asteroid okrążająca Słońce w ciągu 3,67 lat w średniej odległości 2,38 au. Odkryta 20 kwietnia 1995 roku.